# Algon Stoltz
Algon Stoltz, född 3 november 1894, död 22 november 1980, var en svensk längdskidåkare. Han tävlade för IFK Boden 1914-1922 och Bodens BK 1922-1934. 
Han blev SM-etta 1927 på 50 km, tvåa 1922 och trea 1923 på 30 km samt erövrade fem SM i lag.